# 灣脊
灣脊（英語：Bay Ridge）是美國纽约市布鲁克林区西南角的主要中产阶级居民区，北边是日落公园，东边是戴克高地，西边是纳罗斯水道和纽带快速路，南边是汉密尔顿堡军事基地和韦拉札诺海峡大桥。灣脊在86街（86th Street）以南的部分，有时被认为是子社区汉密尔顿堡的一部分。
灣脊是布鲁克林第10社区委员会的一部分，主要邮政编码是11209和11220。它由纽约市警察局第68管理区负责巡逻。該地属于纽约市议会43区。

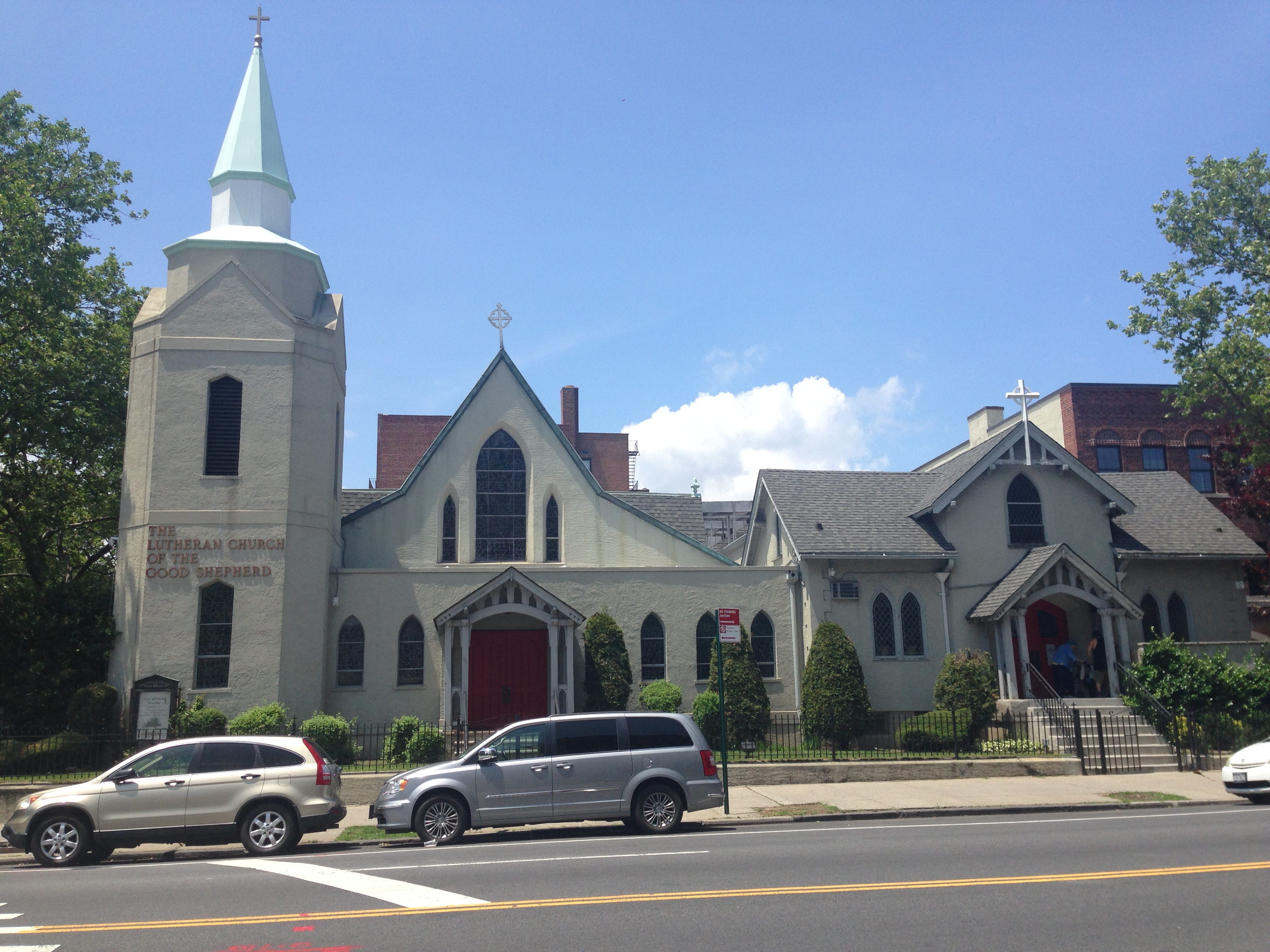
有上百所教堂分布在灣脊社区

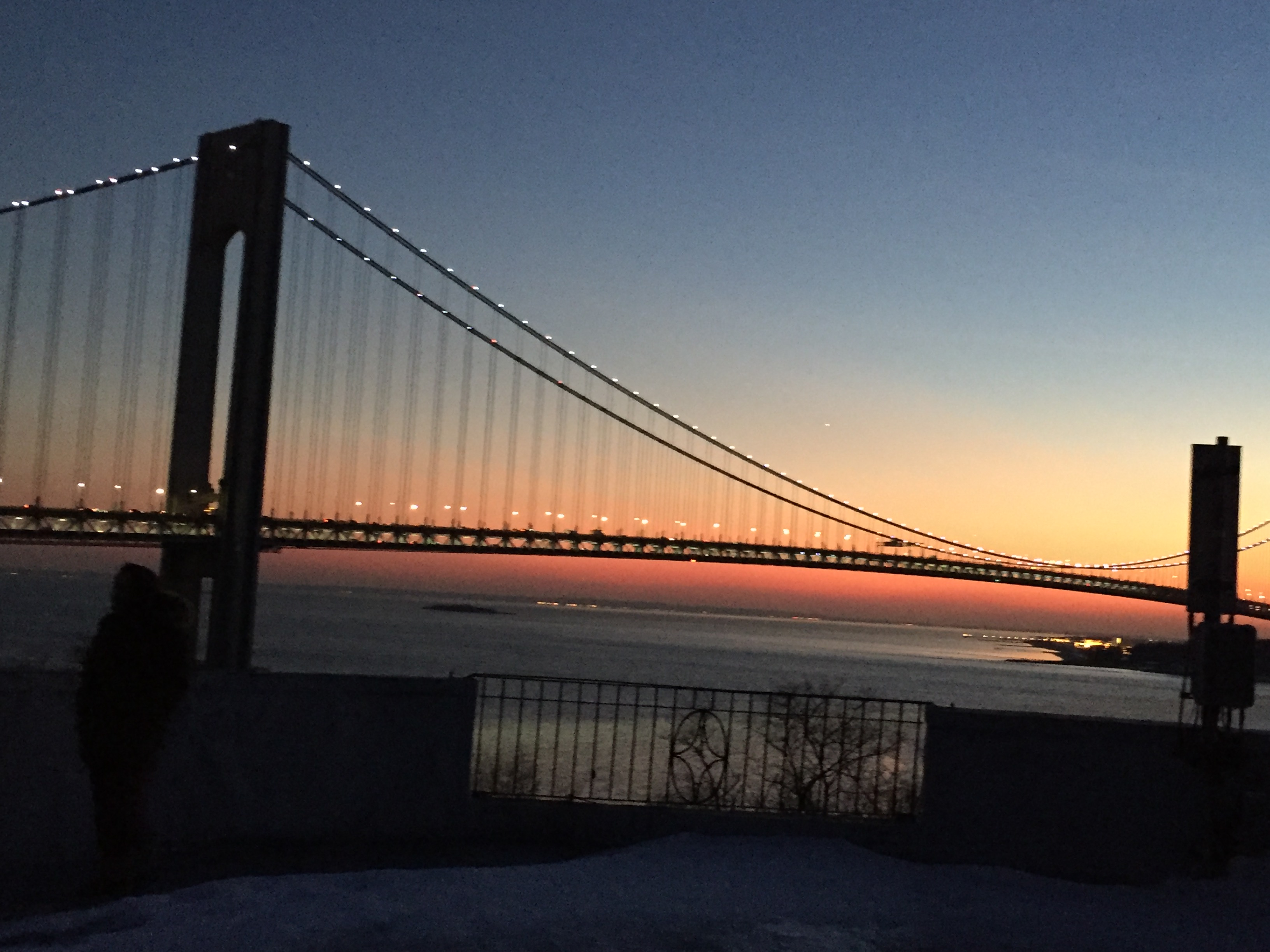
从海滨路（Shore Road）看到的韦拉札诺海峡大桥傍晚的景色